# Fourth
Fourth je čtvrté studiové album britské skupiny Soft Machine, vydané v únoru 1971 u vydavatelství CBS Records. Nahráno bylo od října do listopadu předchozího roku ve studiu Olympic Studios v Londýně a o produkci se starala skupina sama. V roce 1999 vyšlo album v reedici společně s následujícím Fifth na jednom CD.

## Seznam skladeb
| Pořadí | Název              | Autor         | Délka |
| ------ | ------------------ | ------------- | ----- |
| 1.     | Teeth              | Mike Ratledge | 9:15  |
| 2.     | Kings and Queens   | Hugh Hopper   | 5:02  |
| 3.     | Fletcher's Blemish | Elton Dean    | 4:35  |
| 4.     | Virtually Part 1   | Hopper        | 5:16  |
| 5.     | Virtually Part 2   | Hopper        | 7:09  |
| 6.     | Virtually Part 3   | Hopper        | 4:33  |
| 7.     | Virtually Part 4   | Hopper        | 3:23  |

## Obsazení
Soft Machine
- Hugh Hopper – baskytara
- Mike Ratledge – klavír, varhany
- Robert Wyatt – bicí
- Elton Dean – altsaxofon, saxello

Ostatní hudebníci
- Roy Babbington – kontrabas
- Mark Charig – kornet
- Nick Evans – pozoun
- Jimmy Hastings – altflétna, basklarinet
- Alan Skidmore – tenorsaxofon